# Tiniocellus praetermissus
Tiniocellus praetermissus är en skalbaggsart som beskrevs av Branco 2010. Tiniocellus praetermissus ingår i släktet Tiniocellus och familjen bladhorningar. Inga underarter finns listade i Catalogue of Life.